# Dongying
Dongying (chinesisch 東營市 / 东营市) ist eine bezirksfreie Stadt in der ostchinesischen Provinz Shandong. Dongying hat eine Fläche von 7.923 km² und 2.193.518 Einwohner (Stand: Zensus 2020).
Administrativ ist Dongying in zwei Stadtbezirke und drei Kreise untergliedert (Stand: Zensus 2010):
- Stadtbezirk Dongying (东营区), 1.156 km², 756.676 Einwohner;
- Stadtbezirk Hekou (河口区), 2.139 km², 247.595 Einwohner;
- Kreis Kenli (垦利县), 2.204 km², 242.292 Einwohner;
- Kreis Lijin (利津县), 1.287 km², 281.252 Einwohner;
- Kreis Guangrao (广饶县), 1.138 km², 507.523 Einwohner.

Die Stadt wurde 1983 gegründet. Sie ist eine Industriestadt. In der Nähe von Dongying, liegt das Shengli-Ölfeld, das zu Chinas größten Ölfeldern gehört. In Dongying wird Putonghua (Mandarin) gesprochen.